# Brainstorm (album)
Brainstorm – pierwsza płyta wydana przez Mitchela Musso całkowicie niezwiązana z koncernem Disneya. Większość piosenek powstało już w 2009 roku, lecz duża ich część powstała również w roku 2010. Do płyty nagrano również teledyski, wszystkie są dostępne na kanale Mitchela Musso w serwisie YouTube.

## Lista piosenek
| Numer | Tytuł             | Długość |
| ----- | ----------------- | ------- |
| 1     | Get Away          | 3:34    |
| 2     | Got Your Heart    | 3:05    |
| 3     | Celebrate         | 3:08    |
| 4     | You Got Me Hooked | 2:59    |
| 5     | Just Go           | 3:16    |
| 6     | Empty             | 3:47    |
| 7     | Come Back My Love | 2:49    |
| 8     | Open The Door     | 3:25    |